# Región de El Aaiún-Saguía el-Hamra
El Aaiún-Saguía el-Hamra (en árabe: العيون - الساقية الحمراء‎; en francés: Laâyoune-Sakia El Hamra) es una de las doce regiones de Marruecos. Se encuentra principalmente en el territorio en disputa del Sáhara Occidental: la parte occidental de la región es administrada por Marruecos y la parte oriental por la República Árabe Saharaui Democrática. La región según lo reclamado por Marruecos cubre un área de 140 018 km² y tenía una población de 367 758 habitantes según el censo marroquí de 2014. La capital de la región es El Aaiún, que con 194.000 habitantes representa más de la mitad de la población de la región.

## Historia
El Aaiún-Saguía el-Hamra se formó en septiembre de 2015 al fusionar la provincia de Esmara, anteriormente parte de la región de Guelmim-Esmara, con la antigua región de El Aaiún-Bojador-Saguia el Hamra.

## Geografía
El Aaiún-Saguía el-Hamra comprende cuatro provincias:
- Provincia de Bojador
- Provincia de Esmara
- Provincia de El Aaiún
- Provincia de Tarfaya

## Nota
1. ↑  El Sahara Occidental es un territorio autónomo bajo supervisión del Comité de Descolonización de la Organización de las Naciones Unidas. 
Su proceso de descolonización fue interrumpido en 1976, cuando España, su potencia administradora, abandonó el territorio en virtud del Acuerdo Tripartito de Madrid, no válido según el derecho internacional. La ciudad está administrada por Marruecos, que la incluye dentro de la región de El Aaiún-Saguía el-Hamra, y reclamada por la autoproclamada República Árabe Saharaui Democrática. Para más información, véase Estatus político del Sahara Occidental.